# Fusigonalia yapacapa
Fusigonalia yapacapa är en insektsart som beskrevs av Young 1977. Fusigonalia yapacapa ingår i släktet Fusigonalia och familjen dvärgstritar. Inga underarter finns listade i Catalogue of Life.